# Turniej olimpijski w piłce siatkowej mężczyzn 2012/Grupa A
Do rywalizacji w turnieju olimpijskim w piłce siatkowej mężczyzn podczas XXX Letnich Igrzysk Olimpijskich w Londynie przystąpiło 12 reprezentacji. W pierwszej fazie podzielone zostały na dwie grupy. W grupie A znalazły się następujące drużyny:
- Argentyna
- Australia
- Bułgaria
- Polska
- Wielka Brytania
- Włochy

Mecze w grupie A rozegrane zostały pomiędzy 29 lipca a 6 sierpnia.
Do ćwierćfinałów awansowały reprezentacje Argentyny, Bułgarii, Polski i Włoch.
| A – atakujący \| L – libero \| P – przyjmujący \| R – rozgrywający \| Ś – środkowy                             |
| - – strefa, w której zawodnik rozpoczynał danego seta \| - – numer zawodnika, którego zastąpił wchodzący gracz |

## Tabela
| Lp. | Drużyna         | Pkt | Mecze | Mecze | Mecze | Sety | Sety | Sety  | Małe punkty | Małe punkty | Małe punkty |
| Lp. | Drużyna         | Pkt | M     | W     | P     | wyg. | prz. | ratio | zdob.       | str.        | ratio       |
| --- | --------------- | --- | ----- | ----- | ----- | ---- | ---- | ----- | ----------- | ----------- | ----------- |
| 1   | Bułgaria        | 12  | 5     | 4 (0) | 1 (0) | 13   | 4    | 3.250 | 407         | 390         | 1.044       |
| 2   | Polska          | 9   | 5     | 3 (0) | 2 (0) | 11   | 7    | 1.571 | 433         | 374         | 1.158       |
| 3   | Argentyna       | 9   | 5     | 3 (0) | 2 (0) | 10   | 7    | 1.429 | 382         | 367         | 1.041       |
| 4   | Włochy          | 8   | 5     | 3 (1) | 2 (0) | 10   | 9    | 1.111 | 426         | 413         | 1.031       |
| 5   | Australia       | 7   | 5     | 2 (0) | 3 (1) | 8    | 10   | 0.800 | 395         | 397         | 0.995       |
| 6   | Wielka Brytania | 0   | 5     | 0 (0) | 5 (0) | 0    | 15   | 0.000 | 274         | 376         | 0.729       |

Źródło: fivb.org
Punktacja: 3:0 i 3:1 – 3 pkt; 3:2 – 2 pkt; 2:3 – 1 pkt; 1:3 i 0:3 – 0 pkt
Zasady ustalania kolejności: 1. liczba punktów; 2. liczba zwycięstw; 3. stosunek setów; 4. stosunek małych punktów; 5. bilans w bezpośrednich meczach

## 1. kolejka

### Wielka Brytania - Bułgaria
Niedziela, 29 lipca 2012 – 9:30 (UTC+1) • Earls Court Exhibition Centre, Londyn
Widzów: 14000
Czas trwania meczu: 89 minut
Sędziowie: Wang Ning (Chiny) i Akihiko Tano (Japonia)
| Wielka Brytania       | 0:3                                                | Bułgaria                                     |
| Mark Plotyczer 16 pkt | (18:25, 20:25, 24:26) raport raport P-2 raport P-3 | Władimir Nikołow 14 pkt Todor Skrimow 14 pkt |

| Poz.           | Nr | Zawodnik             | 1          | 2          | 3          | 4 | 5 | Pkt |
| -------------- | -- | -------------------- | ---------- | ---------- | ---------- | - | - | --- |
| R              | 2  | Benjamin Pipes       | 6 trzy     | 5 dwa      | 7 cztery   |   |   | 5   |
| A              | 3  | Oluwadamilola Bakare | 9 sześć    | 8 pięć     | 4 jeden    |   |   | 11  |
| P              | 5  | Mark Plotyczer       | 7 cztery   | 6 trzy     | 8 pięć     |   |   | 16  |
| Ś              | 7  | Mark McGivern        | 5 dwa      | 4 jeden    | 6 trzy     |   |   | 3   |
| P              | 10 | Nathan French        | 4 jeden    | 9 sześć    | 5 dwa      |   |   | 8   |
| Ś              | 12 | Christopher Lamont   | 8 pięć     | 7 cztery   | 9 sześć    |   |   | 2   |
| L              | 4  | Daniel Hunter        | L          | L          | L          |   |   |     |
| Zmiany         |    |                      |            |            |            |   |   |     |
| Ś              | 1  | Peter Bakare         |            | 16 zmiana7 |            |   |   |     |
| A              | 8  | Jason Haldane        | 11 zmiana2 | 11 zmiana2 | 11 zmiana2 |   |   | 1   |
| R              | 17 | Kieran O’Malley      | 12 zmiana3 | 12 zmiana3 | 12 zmiana3 |   |   |     |
| Trener         |    |                      |            |            |            |   |   |     |
| Arrie Brokking |    |                      |            |            |            |   |   |     |

| Poz.            | Nr | Zawodnik         | 1        | 2        | 3           | 4 | 5 | Pkt |
| --------------- | -- | ---------------- | -------- | -------- | ----------- | - | - | --- |
| R               | 1  | Georgi Bratojew  | 9 sześć  | 9 sześć  | 9 sześć     |   |   | 2   |
| P               | 7  | Todor Skrimow    | 7 cztery | 7 cztery | 7 cztery    |   |   | 14  |
| A               | 11 | Władimir Nikołow | 6 trzy   | 6 trzy   | 6 trzy      |   |   | 14  |
| Ś               | 12 | Wiktor Josifow   | 8 pięć   | 8 pięć   | 8 pięć      |   |   | 8   |
| P               | 15 | Todor Aleksijew  | 4 jeden  | 4 jeden  | 4 jeden     |   |   | 8   |
| Ś               | 18 | Nikołaj Nikołow  | 5 dwa    | 5 dwa    | 5 dwa       |   |   | 10  |
| L               | 13 | Teodor Sałparow  | L        | L        | L           |   |   |     |
| Zmiany          |    |                  |          |          |             |   |   |     |
| P               | 17 | Nikołaj Penczew  |          |          | 24 zmiana15 |   |   | 1   |
| Trener          |    |                  |          |          |             |   |   |     |
| Najden Najdenow |    |                  |          |          |             |   |   |     |

Statystyki meczowe
| Wielka Brytania | STATYSTYKI        | Bułgaria |
| 62              | MAŁE PUNKTY       | 76       |
| 38              | ATAK              | 40       |
| 6               | BLOK              | 13       |
| 2               | SERWIS            | 4        |
| 16              | BŁĘDY PRZECIWNIKA | 19       |

| Rozkład punktów |
| --------------- |
|                 |

| Ustawienia wyjściowe drużyn |
| --- |
| \| French McGivern Pipes Plotyczer Lamont O. Bakare Hunter Aleksijew N. Nikołow W. Nikołow Skrimow Josifow G. Bratojew Sałparow \| |
| |
| French McGivern Pipes Plotyczer Lamont O. Bakare Hunter Aleksijew N. Nikołow W. Nikołow Skrimow Josifow G. Bratojew Sałparow       |

### Australia - Argentyna
Niedziela, 29 lipca 2012 – 14:45 (UTC+1) • Earls Court Exhibition Centre, Londyn
Widzów: 11500
Czas trwania meczu: 82 minuty
Sędziowie: Mohamed Nasr Shaaban (Egipt) i Susana María Rodríguez Játiva (Hiszpania)
| Australia           | 0:3                                                | Argentyna             |
| Thomas Edgar 16 pkt | (21:25, 22:25, 20:25) raport raport P-2 raport P-3 | Sebastián Solé 13 pkt |

| Poz.        | Nr | Zawodnik         | 1        | 2          | 3          | 4 | 5 | Pkt |
| ----------- | -- | ---------------- | -------- | ---------- | ---------- | - | - | --- |
| Ś           | 1  | Aidan Zingel     | 6 trzy   | 7 cztery   | 6 trzy     |   |   | 7   |
| Ś           | 5  | Travis Passier   | 9 sześć  | 8 pięć     | 4 jeden    |   |   | 1   |
| P           | 6  | Igor Yudin       | 8 pięć   | 9 sześć    | 8 pięć     |   |   | 13  |
| R           | 7  | Harrison Peacock | 4 jeden  | 5 dwa      | 4 jeden    |   |   | 1   |
| P           | 9  | Adam White       | 5 dwa    | 6 trzy     | 5 dwa      |   |   | 4   |
| A           | 19 | Thomas Edgar     | 7 cztery | 8 pięć     | 7 cztery   |   |   | 16  |
| L           | 12 | Aden Tutton      | L        | L          | L          |   |   |     |
| Zmiany      |    |                  |          |            |            |   |   |     |
| P           | 3  | Nathan Roberts   |          |            | 18 zmiana9 |   |   | 4   |
| Ś           | 8  | Andrew Grant     |          |            | 14 zmiana5 |   |   |     |
| R           | 14 | Grigory Sukochev |          | 16 zmiana7 | 16 zmiana7 |   |   |     |
| Trener      |    |                  |          |            |            |   |   |     |
| Jon Uriarte |    |                  |          |            |            |   |   |     |

| Poz.         | Nr | Zawodnik         | 1           | 2           | 3           | 4 | 5 | Pkt |
| ------------ | -- | ---------------- | ----------- | ----------- | ----------- | - | - | --- |
| P            | 7  | Facundo Conte    | 7 cztery    | 7 cztery    | 7 cztery    |   |   | 12  |
| P            | 9  | Rodrigo Quiroga  | 4 jeden     | 4 jeden     | 4 jeden     |   |   | 2   |
| Ś            | 11 | Sebastián Solé   | 5 dwa       | 5 dwa       | 5 dwa       |   |   | 13  |
| A            | 12 | Federico Pereyra | 9 sześć     | 9 sześć     | 9 sześć     |   |   | 8   |
| Ś            | 14 | Pablo Crer       | 8 pięć      | 8 pięć      | 8 pięć      |   |   | 11  |
| R            | 15 | Luciano De Cecco | 6 trzy      | 6 trzy      | 6 trzy      |   |   | 4   |
| L            | 16 | Alexis González  | L           | L           | L           |   |   |     |
| Zmiany       |    |                  |             |             |             |   |   |     |
| Ś            | 1  | Gabriel Arroyo   | 18 zmiana9  | 21 zmiana12 |             |   |   |     |
| A            | 2  | Iván Castellani  | 21 zmiana12 |             | 21 zmiana12 |   |   |     |
| R            | 5  | Nicolás Uriarte  |             | 23 zmiana14 |             |   |   |     |
| P            | 10 | Nicolas Bruno    | 23 zmiana14 | 18 zmiana9  |             |   |   |     |
| Trener       |    |                  |             |             |             |   |   |     |
| Javier Weber |    |                  |             |             |             |   |   |     |

Statystyki meczowe
| Australia | STATYSTYKI        | Argentyna |
| 63        | MAŁE PUNKTY       | 75        |
| 37        | ATAK              | 37        |
| 7         | BLOK              | 9         |
| 2         | SERWIS            | 4         |
| 17        | BŁĘDY PRZECIWNIKA | 25        |

| Rozkład punktów |
| --------------- |
|                 |

| Ustawienia wyjściowe drużyn                                                                             |
| --- |
| \| Peacock White Zingel Edgar Yudin Passier Tutton Quiroga Solé De Cecco Conte Crer Pereyra González \| |
| |
| Peacock White Zingel Edgar Yudin Passier Tutton Quiroga Solé De Cecco Conte Crer Pereyra González       |

### Włochy - Polska
Niedziela, 29 lipca 2012 – 20:00 (UTC+1) • Earls Court Exhibition Centre, Londyn
Widzów: 15000
Czas trwania meczu: 111 minut
Sędziowie: Rolando Hugo Cholakian (Argentyna) i Zorica Bjelić (Serbia)
| Włochy                 | 1:3                                                       | Polska               |
| Cristian Savani 15 pkt | (25:21, 20:25, 23:25, 14:25) raport raport P-2 raport P-3 | Bartosz Kurek 18 pkt |

| Poz.          | Nr | Zawodnik           | 1           | 2           | 3           | 4           | 5 | Pkt |
| ------------- | -- | ------------------ | ----------- | ----------- | ----------- | ----------- | - | --- |
| Ś             | 1  | Luigi Mastrangelo  | 8 pięć      | 8 pięć      | 8 pięć      | 5 dwa       |   | 7   |
| A             | 7  | Michał Łasko       | 6 trzy      | 6 trzy      | 6 trzy      | 9 sześć     |   | 14  |
| P             | 9  | Ivan Zaytsev       | 4 jeden     | 4 jeden     | 4 jeden     | 7 cztery    |   | 13  |
| P             | 11 | Cristian Savani    | 7 cztery    | 7 cztery    | 7 cztery    | 4 jeden     |   | 15  |
| R             | 13 | Dragan Travica     | 9 sześć     | 9 sześć     | 9 sześć     | 6 trzy      |   | 3   |
| Ś             | 14 | Alessandro Fei     | 5 dwa       | 5 dwa       | 5 dwa       | 8 pięć      |   | 6   |
| L             | 16 | Andrea Bari        | L           | L           | L           | L           |   |     |
| Zmiany        |    |                    |             |             |             |             |   |     |
| P             | 3  | Simone Parodi      |             | 20 zmiana11 |             | 18 zmiana9  |   | 1   |
| P             | 6  | Samuele Papi       | 20 zmiana11 | 18 zmiana9  |             | 4 pusty     |   |     |
| Ś             | 15 | Emanuele Birarelli |             |             | 23 zmiana14 | 23 zmiana14 |   |     |
| L             | 17 | Andrea Giovi       | L           | L           | L           | L           |   |     |
| Trener        |    |                    |             |             |             |             |   |     |
| Mauro Berruto |    |                    |             |             |             |             |   |     |

| Poz.            | Nr | Zawodnik           | 1           | 2           | 3           | 4           | 5 | Pkt |
| --------------- | -- | ------------------ | ----------- | ----------- | ----------- | ----------- | - | --- |
| Ś               | 1  | Piotr Nowakowski   | 8 pięć      | 6 trzy      | 5 dwa       | 6 trzy      |   | 9   |
| P               | 2  | Michał Winiarski   | 4 jeden     | 8 pięć      | 7 cztery    | 8 pięć      |   | 13  |
| P               | 6  | Bartosz Kurek      | 7 cztery    | 5 dwa       | 4 jeden     | 5 dwa       |   | 18  |
| A               | 9  | Zbigniew Bartman   | 6 trzy      | 4 jeden     | 9 sześć     | 4 jeden     |   | 15  |
| R               | 15 | Łukasz Żygadło     | 9 sześć     | 7 cztery    | 6 trzy      | 7 cztery    |   | 1   |
| Ś               | 18 | Marcin Możdżonek   | 5 dwa       | 9 sześć     | 8 pięć      | 9 sześć     |   | 8   |
| L               | 16 | Krzysztof Ignaczak | L           | L           | L           | L           |   | 1   |
| Zmiany          |    |                    |             |             |             |             |   |     |
| A               | 7  | Jakub Jarosz       | 10 zmiana1  | 10 zmiana1  | 10 zmiana1  | 4 pusty     |   |     |
| P               | 14 | Michał Ruciak      | 27 zmiana18 | 27 zmiana18 | 27 zmiana18 | 27 zmiana18 |   | 1   |
| Trener          |    |                    |             |             |             |             |   |     |
| Andrea Anastasi |    |                    |             |             |             |             |   |     |

Statystyki meczowe
| Włochy | STATYSTYKI        | Polska |
| 82     | MAŁE PUNKTY       | 96     |
| 47     | ATAK              | 51     |
| 6      | BLOK              | 8      |
| 6      | SERWIS            | 7      |
| 23     | BŁĘDY PRZECIWNIKA | 30     |

| Rozkład punktów |
| --------------- |
|                 |

| Ustawienia wyjściowe drużyn                                                                                           |
| --- |
| \| Zaytsev Fei Łasko Savani Mastrangelo Travica Bari Winiarski Możdżonek Bartman Kurek Nowakowski Żygadło Ignaczak \| |
| |
| Zaytsev Fei Łasko Savani Mastrangelo Travica Bari Winiarski Możdżonek Bartman Kurek Nowakowski Żygadło Ignaczak       |

## 2. kolejka

### Polska - Bułgaria
Wtorek, 31 lipca 2012 – 11:40 (UTC+1) • Earls Court Exhibition Centre, Londyn
Widzów: 11300
Czas trwania meczu: 123 minuty
Sędziowie: Andriej Zenowicz (Rosja) i Akihiko Tano (Japonia)
| Polska                  | 1:3                                                       | Bułgaria              |
| Zbigniew Bartman 21 pkt | (22:25, 27:29, 25:13, 23:25) raport raport P-2 raport P-3 | Cwetan Sokołow 28 pkt |

| Poz.            | Nr | Zawodnik           | 1           | 2           | 3        | 4           | 5 | Pkt |
| --------------- | -- | ------------------ | ----------- | ----------- | -------- | ----------- | - | --- |
| Ś               | 1  | Piotr Nowakowski   | 4 jeden     | 8 pięć      | 8 pięć   | 8 pięć      |   | 5   |
| P               | 2  | Michał Winiarski   | 6 trzy      | 4 jeden     |          | 22 zmiana13 |   | 5   |
| P               | 6  | Bartosz Kurek      | 9 sześć     | 7 cztery    | 7 cztery | 7 cztery    |   | 20  |
| A               | 9  | Zbigniew Bartman   | 8 pięć      | 6 trzy      | 6 trzy   | 6 trzy      |   | 21  |
| R               | 15 | Łukasz Żygadło     | 5 dwa       |             |          | 4 pusty     |   |     |
| Ś               | 18 | Marcin Możdżonek   | 7 cztery    | 5 dwa       |          | 13 zmiana4  |   | 4   |
| L               | 16 | Krzysztof Ignaczak | L           | L           | L        | L           |   |     |
| Zmiany          |    |                    |             |             |          |             |   |     |
| Ś               | 4  | Grzegorz Kosok     |             | 27 zmiana18 | 5 dwa    | 5 dwa       |   | 1   |
| R               | 5  | Paweł Zagumny      | 24 zmiana15 | 9 sześć     | 9 sześć  | 9 sześć     |   | 4   |
| A               | 7  | Jakub Jarosz       | 27 zmiana18 | 18 zmiana9  |          | 4 pusty     |   | 1   |
| P               | 13 | Michał Kubiak      |             | 11 zmiana2  | 4 jeden  | 4 jeden     |   | 8   |
| P               | 14 | Michał Ruciak      | 10 zmiana1  | 10 zmiana1  |          | 10 zmiana1  |   |     |
| Trener          |    |                    |             |             |          |             |   |     |
| Andrea Anastasi |    |                    |             |             |          |             |   |     |

| Poz.            | Nr | Zawodnik          | 1           | 2           | 3           | 4           | 5 | Pkt |
| --------------- | -- | ----------------- | ----------- | ----------- | ----------- | ----------- | - | --- |
| R               | 1  | Georgi Bratojew   | 9 sześć     | 9 sześć     | 9 sześć     | 8 pięć      |   | 3   |
| P               | 7  | Todor Skrimow     | 7 cztery    | 7 cztery    | 7 cztery    | 6 trzy      |   | 12  |
| Ś               | 12 | Wiktor Josifow    | 8 pięć      | 8 pięć      | 8 pięć      | 7 cztery    |   | 10  |
| Ś               | 14 | Teodor Todorow    | 5 dwa       | 5 dwa       | 5 dwa       | 4 pusty     |   | 7   |
| P               | 15 | Todor Aleksijew   | 4 jeden     | 4 jeden     | 4 jeden     | 9 sześć     |   | 7   |
| A               | 19 | Cwetan Sokołow    | 6 trzy      | 6 trzy      | 6 trzy      | 5 dwa       |   | 28  |
| L               | 13 | Teodor Sałparow   | L           | L           | L           | L           |   |     |
| Zmiany          |    |                   |             |             |             |             |   |     |
| R               | 9  | Dobromir Dimitrow |             | 23 zmiana14 |             | 24 zmiana15 |   |     |
| P               | 10 | Walentin Bratojew |             |             | 16 zmiana7  | 4 pusty     |   |     |
| P               | 17 | Nikołaj Penczew   | 24 zmiana15 | 24 zmiana15 | 24 zmiana15 | 4 pusty     |   |     |
| Ś               | 18 | Nikołaj Nikołow   |             |             | 23 zmiana14 | 4 jeden     |   | 2   |
| Trener          |    |                   |             |             |             |             |   |     |
| Najden Najdenow |    |                   |             |             |             |             |   |     |

Statystyki meczowe
| Polska | STATYSTYKI        | Bułgaria |
| 97     | MAŁE PUNKTY       | 92       |
| 52     | ATAK              | 52       |
| 10     | BLOK              | 8        |
| 7      | SERWIS            | 9        |
| 28     | BŁĘDY PRZECIWNIKA | 23       |

| Rozkład punktów |
| --------------- |
|                 |

| Ustawienia wyjściowe drużyn |
| --- |
| \| Nowakowski Żygadło Winiarski Możdżonek Bartman Kurek Ignaczak Aleksijew Todorow Sokołow Skrimow Josifow G. Bratojew Sałparow \| |
| |
| Nowakowski Żygadło Winiarski Możdżonek Bartman Kurek Ignaczak Aleksijew Todorow Sokołow Skrimow Josifow G. Bratojew Sałparow       |

### Włochy - Argentyna
Wtorek, 31 lipca 2012 – 14:45 (UTC+1) • Earls Court Exhibition Centre, Londyn
Widzów: 12500
Czas trwania meczu: 115 minut
Sędziowie: Ibrahim al-Naama (Katar) i Frans Loderus (Holandia)
| Włochy              | 3:1                                                       | Argentyna            |
| Michał Łasko 18 pkt | (25:17, 21:25, 25:17, 25:23) raport raport P-2 raport P-3 | Facundo Conte 14 pkt |

| Poz.          | Nr | Zawodnik           | 1        | 2           | 3          | 4           | 5 | Pkt |
| ------------- | -- | ------------------ | -------- | ----------- | ---------- | ----------- | - | --- |
| Ś             | 1  | Luigi Mastrangelo  | 4 jeden  | 9 sześć     | 4 jeden    | 9 sześć     |   | 10  |
| A             | 7  | Michał Łasko       | 8 pięć   | 7 cztery    | 8 pięć     | 7 cztery    |   | 18  |
| P             | 9  | Ivan Zaytsev       | 6 trzy   | 5 dwa       | 6 trzy     | 5 dwa       |   | 17  |
| P             | 11 | Cristian Savani    | 9 sześć  | 8 pięć      |            | 22 zmiana13 |   | 3   |
| R             | 13 | Dragan Travica     | 5 dwa    | 4 jeden     | 5 dwa      | 4 jeden     |   | 3   |
| Ś             | 14 | Alessandro Fei     | 7 cztery | 6 trzy      | 7 cztery   | 6 trzy      |   | 10  |
| L             | 16 | Andrea Bari        | L        | L           | L          | L           |   |     |
| Zmiany        |    |                    |          |             |            |             |   |     |
| P             | 3  | Simone Parodi      |          | 20 zmiana11 | 9 sześć    | 8 pięć      |   | 10  |
| R             | 10 | Dante Boninfante   |          |             | 12 zmiana3 | 16 zmiana7  |   |     |
| Ś             | 15 | Emanuele Birarelli |          | 23 zmiana14 |            | 4 pusty     |   |     |
| L             | 17 | Andrea Giovi       | L        | L           | L          | L           |   |     |
| Trener        |    |                    |          |             |            |             |   |     |
| Mauro Berruto |    |                    |          |             |            |             |   |     |

| Poz.         | Nr | Zawodnik          | 1           | 2          | 3          | 4           | 5 | Pkt |
| ------------ | -- | ----------------- | ----------- | ---------- | ---------- | ----------- | - | --- |
| P            | 7  | Facundo Conte     | 7 cztery    | 7 cztery   | 7 cztery   | 7 cztery    |   | 14  |
| P            | 9  | Rodrigo Quiroga   | 4 jeden     | 4 jeden    | 4 jeden    | 4 jeden     |   | 10  |
| Ś            | 11 | Sebastián Solé    | 5 dwa       | 5 dwa      | 5 dwa      | 5 dwa       |   | 7   |
| A            | 12 | Federico Pereyra  | 9 sześć     | 9 sześć    | 9 sześć    | 9 sześć     |   | 9   |
| Ś            | 14 | Pablo Crer        | 8 pięć      | 8 pięć     | 8 pięć     | 8 pięć      |   | 10  |
| R            | 15 | Luciano De Cecco  | 6 trzy      | 6 trzy     | 6 trzy     | 6 trzy      |   | 1   |
| L            | 16 | Alexis González   | L           | L          | L          | L           |   |     |
| Zmiany       |    |                   |             |            |            |             |   |     |
| A            | 2  | Iván Castellani   | 21 zmiana12 |            |            | 4 pusty     |   | 1   |
| P            | 6  | Cristian Poglajen | 18 zmiana9  |            | 18 zmiana9 | 18 zmiana9  |   | 2   |
| P            | 10 | Nicolas Bruno     |             | 18 zmiana9 |            | 23 zmiana14 |   |     |
| Trener       |    |                   |             |            |            |             |   |     |
| Javier Weber |    |                   |             |            |            |             |   |     |

Statystyki meczowe
| Włochy | STATYSTYKI        | Argentyna |
| 96     | MAŁE PUNKTY       | 82        |
| 52     | ATAK              | 42        |
| 14     | BLOK              | 6         |
| 5      | SERWIS            | 6         |
| 25     | BŁĘDY PRZECIWNIKA | 28        |

| Rozkład punktów |
| --------------- |
|                 |

| Ustawienia wyjściowe drużyn                                                                               |
| --- |
| \| Mastrangelo Travica Zaytsev Fei Łasko Savani Bari Quiroga Solé De Cecco Conte Crer Pereyra González \| |
| |
| Mastrangelo Travica Zaytsev Fei Łasko Savani Bari Quiroga Solé De Cecco Conte Crer Pereyra González       |

### Wielka Brytania - Australia
Wtorek, 31 lipca 2012 – 20:00 (UTC+1) • Earls Court Exhibition Centre, Londyn
Widzów: 14000
Czas trwania meczu: 80 minut
Sędziowie: Georgios Karampetsos (Grecja) i Rogério Cézar Espicalsky (Brazylia)
| Wielka Brytania     | 0:3                                                | Australia           |
| Mark McGivern 7 pkt | (15:25, 18:25, 20:25) raport raport P-2 raport P-3 | Thomas Edgar 13 pkt |

| Poz.           | Nr | Zawodnik             | 1          | 2          | 3           | 4 | 5 | Pkt |
| -------------- | -- | -------------------- | ---------- | ---------- | ----------- | - | - | --- |
| R              | 2  | Benjamin Pipes       | 9 sześć    | 7 cztery   | 7 cztery    |   |   | 4   |
| A              | 3  | Oluwadamilola Bakare | 6 trzy     | 4 jeden    |             |   |   | 5   |
| P              | 5  | Mark Plotyczer       | 4 jeden    | 8 pięć     | 8 pięć      |   |   | 3   |
| Ś              | 7  | Mark McGivern        | 8 pięć     | 6 trzy     | 6 trzy      |   |   | 7   |
| P              | 10 | Nathan French        | 7 cztery   | 5 dwa      | 5 dwa       |   |   | 2   |
| Ś              | 12 | Christopher Lamont   | 5 dwa      | 9 sześć    | 9 sześć     |   |   | 4   |
| L              | 4  | Daniel Hunter        | L          | L          | L           |   |   |     |
| Zmiany         |    |                      |            |            |             |   |   |     |
| Ś              | 1  | Peter Bakare         |            |            | 21 zmiana12 |   |   |     |
| A              | 8  | Jason Haldane        | 11 zmiana2 | 12 zmiana3 | 4 jeden     |   |   | 3   |
| P              | 9  | Andrew Pink          | 14 zmiana5 |            |             |   |   | 2   |
| P              | 11 | Joel Miller          |            |            | 19 zmiana10 |   |   | 3   |
| R              | 17 | Kieran O’Malley      | 12 zmiana3 |            | 11 zmiana2  |   |   |     |
| Trener         |    |                      |            |            |             |   |   |     |
| Arrie Brokking |    |                      |            |            |             |   |   |     |

| Poz.        | Nr | Zawodnik         | 1        | 2        | 3        | 4 | 5 | Pkt |
| ----------- | -- | ---------------- | -------- | -------- | -------- | - | - | --- |
| Ś           | 1  | Aidan Zingel     | 7 cztery | 6 trzy   | 7 cztery |   |   | 8   |
| Ś           | 5  | Travis Passier   | 4 jeden  | 9 sześć  | 4 jeden  |   |   | 4   |
| P           | 6  | Igor Yudin       | 9 sześć  | 8 pięć   | 9 sześć  |   |   | 10  |
| R           | 7  | Harrison Peacock | 5 dwa    | 4 jeden  | 5 dwa    |   |   |     |
| P           | 9  | Adam White       | 6 trzy   | 5 dwa    | 6 trzy   |   |   | 8   |
| A           | 19 | Thomas Edgar     | 8 pięć   | 7 cztery | 8 pięć   |   |   | 13  |
| L           | 12 | Aden Tutton      | L        | L        | L        |   |   |     |
| Trener      |    |                  |          |          |          |   |   |     |
| Jon Uriarte |    |                  |          |          |          |   |   |     |

Statystyki meczowe
| Wielka Brytania | STATYSTYKI        | Australia |
| 53              | MAŁE PUNKTY       | 75        |
| 28              | ATAK              | 26        |
| 4               | BLOK              | 9         |
| 1               | SERWIS            | 8         |
| 20              | BŁĘDY PRZECIWNIKA | 32        |

| Rozkład punktów |
| --------------- |
|                 |

| Ustawienia wyjściowe drużyn                                                                                   |
| --- |
| \| Plotyczer Lamont O. Bakare French McGivern Pipes Hunter Passier Peacock White Zingel Edgar Yudin Tutton \| |
| |
| Plotyczer Lamont O. Bakare French McGivern Pipes Hunter Passier Peacock White Zingel Edgar Yudin Tutton       |

## 3. kolejka

### Australia - Bułgaria
Czwartek, 2 sierpnia 2012 – 12:20 (UTC+1) • Earls Court Exhibition Centre, Londyn
Widzów: 12000
Czas trwania meczu: 85 minut
Sędziowie: Wang Ning (Chiny) i Andriej Zenowicz (Rosja)
| Australia           | 0:3                                                | Bułgaria               |
| Thomas Edgar 18 pkt | (23:25, 21:25, 22:25) raport raport P-2 raport P-3 | Todor Aleksijew 16 pkt |

| Poz.        | Nr | Zawodnik         | 1        | 2          | 3          | 4 | 5 | Pkt |
| ----------- | -- | ---------------- | -------- | ---------- | ---------- | - | - | --- |
| Ś           | 1  | Aidan Zingel     | 7 cztery | 6 trzy     | 7 cztery   |   |   | 8   |
| Ś           | 5  | Travis Passier   | 4 jeden  | 9 sześć    | 4 jeden    |   |   | 2   |
| P           | 6  | Igor Yudin       | 9 sześć  | 8 pięć     | 9 sześć    |   |   | 12  |
| R           | 7  | Harrison Peacock | 5 dwa    | 4 jeden    |            |   |   | 1   |
| P           | 9  | Adam White       | 6 trzy   | 5 dwa      | 6 trzy     |   |   | 7   |
| A           | 19 | Thomas Edgar     | 8 pięć   | 7 cztery   | 8 pięć     |   |   | 18  |
| L           | 12 | Aden Tutton      | L        | L          | L          |   |   |     |
| Zmiany      |    |                  |          |            |            |   |   |     |
| P           | 3  | Nathan Roberts   |          | 18 zmiana9 | 18 zmiana9 |   |   | 1   |
| R           | 14 | Grigory Sukochev |          | 16 zmiana7 | 5 dwa      |   |   | 1   |
| Trener      |    |                  |          |            |            |   |   |     |
| Jon Uriarte |    |                  |          |            |            |   |   |     |

| Poz.            | Nr | Zawodnik          | 1           | 2           | 3           | 4 | 5 | Pkt |
| --------------- | -- | ----------------- | ----------- | ----------- | ----------- | - | - | --- |
| R               | 1  | Georgi Bratojew   | 6 trzy      | 9 sześć     | 9 sześć     |   |   | 5   |
| P               | 7  | Todor Skrimow     | 4 jeden     | 7 cztery    | 7 cztery    |   |   | 6   |
| Ś               | 12 | Wiktor Josifow    | 5 dwa       | 8 pięć      | 8 pięć      |   |   | 6   |
| P               | 15 | Todor Aleksijew   | 7 cztery    | 4 jeden     | 4 jeden     |   |   | 16  |
| Ś               | 18 | Nikołaj Nikołow   | 8 pięć      | 5 dwa       | 5 dwa       |   |   | 4   |
| A               | 19 | Cwetan Sokołow    | 9 sześć     | 6 trzy      |             |   |   | 6   |
| L               | 13 | Teodor Sałparow   | L           | L           | L           |   |   |     |
| Zmiany          |    |                   |             |             |             |   |   |     |
| R               | 9  | Dobromir Dimitrow |             | 27 zmiana18 |             |   |   |     |
| A               | 11 | Władimir Nikołow  |             | 28 zmiana19 | 6 trzy      |   |   | 9   |
| P               | 17 | Nikołaj Penczew   | 24 zmiana15 | 24 zmiana15 | 24 zmiana15 |   |   |     |
| Trener          |    |                   |             |             |             |   |   |     |
| Najden Najdenow |    |                   |             |             |             |   |   |     |

Statystyki meczowe
| Australia | STATYSTYKI        | Bułgaria |
| 66        | MAŁE PUNKTY       | 75       |
| 35        | ATAK              | 34       |
| 12        | BLOK              | 15       |
| 3         | SERWIS            | 3        |
| 16        | BŁĘDY PRZECIWNIKA | 23       |

| Rozkład punktów |
| --------------- |
|                 |

| Ustawienia wyjściowe drużyn                                                                                             |
| --- |
| \| Passier Peacock White Zingel Edgar Yudin Tutton Skrimow Josifow G. Bratojew Aleksijew N. Nikołow Sokołow Sałparow \| |
| |
| Passier Peacock White Zingel Edgar Yudin Tutton Skrimow Josifow G. Bratojew Aleksijew N. Nikołow Sokołow Sałparow       |

### Polska - Argentyna
Czwartek, 2 sierpnia 2012 – 16:45 (UTC+1) • Earls Court Exhibition Centre, Londyn
Widzów: 13000
Czas trwania meczu: 80 minut
Sędziowie: Georgios Karampetsos (Grecja) i Ibrahim al-Naama (Katar)
| Polska                  | 3:0                                                | Argentyna               |
| Zbigniew Bartman 17 pkt | (25:18, 25:20, 25:16) raport raport P-2 raport P-3 | Federico Pereyra 11 pkt |

| Poz.            | Nr | Zawodnik           | 1          | 2           | 3           | 4 | 5 | Pkt |
| --------------- | -- | ------------------ | ---------- | ----------- | ----------- | - | - | --- |
| Ś               | 1  | Piotr Nowakowski   | 5 dwa      | 6 trzy      | 5 dwa       |   |   | 4   |
| P               | 2  | Michał Winiarski   | 7 cztery   | 8 pięć      | 7 cztery    |   |   | 12  |
| P               | 6  | Bartosz Kurek      | 4 jeden    | 5 dwa       | 4 jeden     |   |   | 16  |
| A               | 9  | Zbigniew Bartman   | 9 sześć    | 4 jeden     | 9 sześć     |   |   | 17  |
| R               | 15 | Łukasz Żygadło     | 6 trzy     | 7 cztery    | 6 trzy      |   |   | 2   |
| Ś               | 18 | Marcin Możdżonek   | 8 pięć     | 9 sześć     | 8 pięć      |   |   | 6   |
| L               | 16 | Krzysztof Ignaczak | L          | L           | L           |   |   |     |
| Zmiany          |    |                    |            |             |             |   |   |     |
| A               | 7  | Jakub Jarosz       |            | 27 zmiana18 | 10 zmiana1  |   |   | 1   |
| P               | 14 | Michał Ruciak      | 10 zmiana1 | 10 zmiana1  | 27 zmiana18 |   |   | 2   |
| Trener          |    |                    |            |             |             |   |   |     |
| Andrea Anastasi |    |                    |            |             |             |   |   |     |

| Poz.         | Nr | Zawodnik          | 1          | 2           | 3           | 4 | 5 | Pkt |
| ------------ | -- | ----------------- | ---------- | ----------- | ----------- | - | - | --- |
| P            | 7  | Facundo Conte     | 7 cztery   | 5 dwa       | 7 cztery    |   |   | 7   |
| P            | 9  | Rodrigo Quiroga   | 4 jeden    | 8 pięć      | 4 jeden     |   |   | 10  |
| Ś            | 11 | Sebastián Solé    | 5 dwa      | 9 sześć     | 5 dwa       |   |   | 4   |
| A            | 12 | Federico Pereyra  | 9 sześć    | 7 cztery    | 9 sześć     |   |   | 11  |
| Ś            | 14 | Pablo Crer        | 8 pięć     | 6 trzy      | 8 pięć      |   |   | 4   |
| R            | 15 | Luciano De Cecco  | 6 trzy     | 4 jeden     | 6 trzy      |   |   | 3   |
| L            | 16 | Alexis González   | L          | L           | L           |   |   |     |
| Zmiany       |    |                   |            |             |             |   |   |     |
| R            | 5  | Nicolás Uriarte   |            |             | 24 zmiana15 |   |   |     |
| P            | 6  | Cristian Poglajen |            | 23 zmiana14 | 16 zmiana7  |   |   |     |
| P            | 10 | Nicolas Bruno     | 18 zmiana9 | 18 zmiana9  |             |   |   |     |
| Trener       |    |                   |            |             |             |   |   |     |
| Javier Weber |    |                   |            |             |             |   |   |     |

Statystyki meczowe
| Polska | STATYSTYKI        | Argentyna |
| 75     | MAŁE PUNKTY       | 54        |
| 48     | ATAK              | 34        |
| 6      | BLOK              | 4         |
| 6      | SERWIS            | 1         |
| 15     | BŁĘDY PRZECIWNIKA | 15        |

| Rozkład punktów |
| --------------- |
|                 |

| Ustawienia wyjściowe drużyn                                                                                           |
| --- |
| \| Kurek Nowakowski Żygadło Winiarski Możdżonek Bartman Ignaczak Quiroga Solé De Cecco Conte Crer Pereyra González \| |
| |
| Kurek Nowakowski Żygadło Winiarski Możdżonek Bartman Ignaczak Quiroga Solé De Cecco Conte Crer Pereyra González       |

### Wielka Brytania - Włochy
Czwartek, 2 sierpnia 2012 – 22:30 (UTC+1) • Earls Court Exhibition Centre, Londyn
Widzów: 11500
Czas trwania meczu: 85 minut
Sędziowie: Rogério Cézar Espicalsky (Brazylia) i Mohamed Nasr Shaaban (Egipt)
| Wielka Brytania                        | 0:3                                                | Włochy              |
| Peter Bakare 7 pkt Mark McGivern 7 pkt | (19:25, 16:25, 20:25) raport raport P-2 raport P-3 | Ivan Zaytsev 13 pkt |

| Poz.           | Nr | Zawodnik             | 1          | 2           | 3          | 4 | 5 | Pkt |
| -------------- | -- | -------------------- | ---------- | ----------- | ---------- | - | - | --- |
| Ś              | 1  | Peter Bakare         | 7 cztery   | 9 sześć     | 9 sześć    |   |   | 7   |
| R              | 2  | Benjamin Pipes       | 5 dwa      | 7 cztery    | 7 cztery   |   |   | 2   |
| Ś              | 7  | Mark McGivern        | 4 jeden    | 6 trzy      | 6 trzy     |   |   | 7   |
| A              | 8  | Jason Haldane        | 8 pięć     | 4 jeden     | 4 jeden    |   |   | 5   |
| P              | 9  | Andrew Pink          | 6 trzy     | 8 pięć      | 8 pięć     |   |   | 5   |
| P              | 10 | Nathan French        | 9 sześć    | 5 dwa       | 5 dwa      |   |   | 1   |
| L              | 4  | Daniel Hunter        | L          | L           | L          |   |   |     |
| Zmiany         |    |                      |            |             |            |   |   |     |
| A              | 3  | Oluwadamilola Bakare | 11 zmiana2 | 11 zmiana2  | 17 zmiana8 |   |   | 2   |
| P              | 5  | Mark Plotyczer       | 18 zmiana9 | 19 zmiana10 | 18 zmiana9 |   |   | 2   |
| P              | 11 | Joel Miller          |            | 18 zmiana9  |            |   |   |     |
| Ś              | 12 | Christopher Lamont   |            | 10 zmiana1  |            |   |   |     |
| R              | 17 | Kieran O’Malley      | 17 zmiana8 | 17 zmiana8  |            |   |   |     |
| Trener         |    |                      |            |             |            |   |   |     |
| Arrie Brokking |    |                      |            |             |            |   |   |     |

| Poz.          | Nr | Zawodnik           | 1           | 2        | 3           | 4 | 5 | Pkt |
| ------------- | -- | ------------------ | ----------- | -------- | ----------- | - | - | --- |
| Ś             | 1  | Luigi Mastrangelo  | 4 jeden     | 4 jeden  |             |   |   | 4   |
| A             | 7  | Michał Łasko       | 8 pięć      | 8 pięć   | 8 pięć      |   |   | 11  |
| P             | 9  | Ivan Zaytsev       | 6 trzy      | 6 trzy   | 6 trzy      |   |   | 13  |
| P             | 11 | Cristian Savani    | 9 sześć     | 9 sześć  |             |   |   | 8   |
| R             | 13 | Dragan Travica     | 5 dwa       | 5 dwa    | 5 dwa       |   |   | 1   |
| Ś             | 15 | Emanuele Birarelli | 7 cztery    | 7 cztery | 4 jeden     |   |   | 11  |
| L             | 16 | Andrea Bari        | L           | L        | L           |   |   |     |
| Zmiany        |    |                    |             |          |             |   |   |     |
| P             | 6  | Samuele Papi       | 20 zmiana11 |          | 9 sześć     |   |   | 4   |
| R             | 10 | Dante Boninfante   | 10 zmiana1  |          | 22 zmiana13 |   |   |     |
| Ś             | 14 | Alessandro Fei     |             |          | 7 cztery    |   |   | 4   |
| L             | 17 | Andrea Giovi       | L           | L        | L           |   |   |     |
| Trener        |    |                    |             |          |             |   |   |     |
| Mauro Berruto |    |                    |             |          |             |   |   |     |

Statystyki meczowe
| Wielka Brytania | STATYSTYKI        | Włochy |
| 55              | MAŁE PUNKTY       | 75     |
| 24              | ATAK              | 43     |
| 4               | BLOK              | 6      |
| 3               | SERWIS            | 7      |
| 24              | BŁĘDY PRZECIWNIKA | 19     |

| Rozkład punktów |
| --------------- |
|                 |

| Ustawienia wyjściowe drużyn                                                                                       |
| --- |
| \| McGivern Pipes Pink P. Bakare Haldane French Hunter Mastrangelo Travica Zaytsev Birarelli Łasko Savani Bari \| |
| |
| McGivern Pipes Pink P. Bakare Haldane French Hunter Mastrangelo Travica Zaytsev Birarelli Łasko Savani Bari       |

## 4. kolejka

### Wielka Brytania - Polska
Sobota, 4 sierpnia 2012 – 11:30 (UTC+1) • Earls Court Exhibition Centre, Londyn
Widzów: 14900
Czas trwania meczu: 85 minut
Sędziowie: Ibrahim al-Naama (Katar) i Georgios Karampetsos (Grecja)
| Wielka Brytania             | 0:3                                                | Polska                  |
| Oluwadamilola Bakare 14 pkt | (16:25, 19:25, 18:25) raport raport P-2 raport P-3 | Zbigniew Bartman 20 pkt |

| Poz.           | Nr | Zawodnik             | 1          | 2           | 3           | 4 | 5 | Pkt |
| -------------- | -- | -------------------- | ---------- | ----------- | ----------- | - | - | --- |
| Ś              | 1  | Peter Bakare         | 8 pięć     |             | 21 zmiana12 |   |   |     |
| R              | 2  | Benjamin Pipes       | 6 trzy     | 4 jeden     | 5 dwa       |   |   | 1   |
| P              | 5  | Mark Plotyczer       | 7 cztery   | 5 dwa       | 6 trzy      |   |   | 8   |
| Ś              | 7  | Mark McGivern        | 5 dwa      | 9 sześć     | 4 jeden     |   |   | 3   |
| A              | 8  | Jason Haldane        | 9 sześć    | 21 zmiana12 | 19 zmiana10 |   |   | 3   |
| P              | 10 | Nathan French        | 4 jeden    | 8 pięć      | 9 sześć     |   |   | 2   |
| L              | 4  | Daniel Hunter        | L          | L           | L           |   |   |     |
| Zmiany         |    |                      |            |             |             |   |   |     |
| A              | 3  | Oluwadamilola Bakare | 17 zmiana8 | 7 cztery    | 8 pięć      |   |   | 14  |
| P              | 9  | Andrew Pink          |            | 19 zmiana10 | 14 zmiana5  |   |   |     |
| P              | 11 | Joel Miller          |            | 12 zmiana3  |             |   |   | 1   |
| Ś              | 12 | Christopher Lamont   | 10 zmiana1 | 6 trzy      | 7 cztery    |   |   |     |
| Trener         |    |                      |            |             |             |   |   |     |
| Arrie Brokking |    |                      |            |             |             |   |   |     |

| Poz.            | Nr | Zawodnik           | 1           | 2           | 3           | 4 | 5 | Pkt |
| --------------- | -- | ------------------ | ----------- | ----------- | ----------- | - | - | --- |
| P               | 2  | Michał Winiarski   | 4 jeden     | 4 jeden     |             |   |   |     |
| Ś               | 4  | Grzegorz Kosok     | 8 pięć      | 8 pięć      | 8 pięć      |   |   | 7   |
| P               | 6  | Bartosz Kurek      | 7 cztery    | 7 cztery    | 7 cztery    |   |   | 16  |
| A               | 9  | Zbigniew Bartman   | 6 trzy      | 6 trzy      | 6 trzy      |   |   | 20  |
| R               | 15 | Łukasz Żygadło     | 9 sześć     | 9 sześć     | 9 sześć     |   |   | 2   |
| Ś               | 18 | Marcin Możdżonek   | 5 dwa       | 5 dwa       | 5 dwa       |   |   | 3   |
| L               | 16 | Krzysztof Ignaczak | L           | L           | L           |   |   | 1   |
| Zmiany          |    |                    |             |             |             |   |   |     |
| A               | 7  | Jakub Jarosz       | 13 zmiana4  |             | 27 zmiana18 |   |   |     |
| P               | 13 | Michał Kubiak      |             | 11 zmiana2  | 4 jeden     |   |   | 6   |
| P               | 14 | Michał Ruciak      | 27 zmiana18 | 27 zmiana18 | 13 zmiana4  |   |   |     |
| Trener          |    |                    |             |             |             |   |   |     |
| Andrea Anastasi |    |                    |             |             |             |   |   |     |

Statystyki meczowe
| Wielka Brytania | STATYSTYKI        | Polska |
| 53              | MAŁE PUNKTY       | 75     |
| 29              | ATAK              | 40     |
| 0               | BLOK              | 9      |
| 3               | SERWIS            | 5      |
| 21              | BŁĘDY PRZECIWNIKA | 21     |

| Rozkład punktów |
| --------------- |
|                 |

| Ustawienia wyjściowe drużyn                                                                                             |
| --- |
| \| French McGivern Pipes Plotyczer P. Bakare Haldane Hunter Winiarski Możdżonek Bartman Kurek Kosok Żygadło Ignaczak \| |
| |
| French McGivern Pipes Plotyczer P. Bakare Haldane Hunter Winiarski Możdżonek Bartman Kurek Kosok Żygadło Ignaczak       |

### Australia - Włochy
Sobota, 4 sierpnia 2012 – 14:45 (UTC+1) • Earls Court Exhibition Centre, Londyn
Widzów: 11500
Czas trwania meczu: 123 minuty
Sędziowie: Andriej Zenowicz (Rosja) i Rogério Cézar Espicalsky (Brazylia)
| Australia           | 2:3                                                              | Włochy              |
| Thomas Edgar 18 pkt | (25:21, 25:18, 21:25, 14:25, 13:15) raport raport P-2 raport P-3 | Michał Łasko 25 pkt |

| Poz.        | Nr | Zawodnik         | 1        | 2        | 3           | 4          | 5          | Pkt |
| ----------- | -- | ---------------- | -------- | -------- | ----------- | ---------- | ---------- | --- |
| Ś           | 1  | Aidan Zingel     | 7 cztery | 6 trzy   | 7 cztery    | 6 trzy     | 8 pięć     | 15  |
| Ś           | 5  | Travis Passier   | 4 jeden  | 9 sześć  | 4 jeden     | 9 sześć    | 5 dwa      | 12  |
| P           | 6  | Igor Yudin       | 9 sześć  | 8 pięć   | 9 sześć     | 8 pięć     | 4 jeden    | 11  |
| R           | 7  | Harrison Peacock | 5 dwa    | 4 jeden  | 5 dwa       | 4 jeden    | 6 trzy     | 2   |
| P           | 9  | Adam White       | 6 trzy   | 5 dwa    | 6 trzy      | 5 dwa      | 7 cztery   | 12  |
| A           | 19 | Thomas Edgar     | 8 pięć   | 7 cztery | 8 pięć      | 7 cztery   | 9 sześć    | 18  |
| L           | 12 | Aden Tutton      | L        | L        | L           | L          | L          |     |
| Zmiany      |    |                  |          |          |             |            |            |     |
| P           | 3  | Nathan Roberts   |          |          |             | 15 zmiana6 | 15 zmiana6 | 2   |
| R           | 14 | Grigory Sukochev |          |          | 28 zmiana19 | 16 zmiana7 | 4 pusty    |     |
| A           | 16 | Luke Smith       |          |          | 16 zmiana7  | 18 zmiana9 | 4 pusty    | 1   |
| Trener      |    |                  |          |          |             |            |            |     |
| Jon Uriarte |    |                  |          |          |             |            |            |     |

| Poz.          | Nr | Zawodnik           | 1           | 2           | 3        | 4           | 5           | Pkt |
| ------------- | -- | ------------------ | ----------- | ----------- | -------- | ----------- | ----------- | --- |
| Ś             | 1  | Luigi Mastrangelo  | 7 cztery    | 4 jeden     | 8 pięć   | 7 cztery    | 8 pięć      | 11  |
| A             | 7  | Michał Łasko       | 5 dwa       | 8 pięć      | 6 trzy   | 5 dwa       | 6 trzy      | 25  |
| P             | 9  | Ivan Zaytsev       | 9 sześć     | 6 trzy      | 4 jeden  | 9 sześć     | 4 jeden     | 8   |
| P             | 11 | Cristian Savani    | 6 trzy      | 9 sześć     | 7 cztery | 6 trzy      | 7 cztery    | 17  |
| R             | 13 | Dragan Travica     | 8 pięć      | 5 dwa       | 9 sześć  | 8 pięć      | 9 sześć     | 5   |
| Ś             | 14 | Alessandro Fei     | 4 jeden     | 7 cztery    | 5 dwa    | 4 jeden     | 5 dwa       | 12  |
| L             | 16 | Andrea Bari        | L           | L           | L        | L           | L           |     |
| Zmiany        |    |                    |             |             |          |             |             |     |
| P             | 3  | Simone Parodi      |             | 18 zmiana9  |          | 4 pusty     | 4 pusty     | 1   |
| P             | 6  | Samuele Papi       | 20 zmiana11 |             |          | 4 pusty     | 20 zmiana11 |     |
| R             | 10 | Dante Boninfante   | 10 zmiana1  | 22 zmiana13 |          | 4 pusty     | 4 pusty     |     |
| Ś             | 15 | Emanuele Birarelli |             |             |          | 23 zmiana14 | 4 pusty     |     |
| L             | 17 | Andrea Giovi       | L           | L           | L        | L           | L           |     |
| Trener        |    |                    |             |             |          |             |             |     |
| Mauro Berruto |    |                    |             |             |          |             |             |     |

Statystyki meczowe
| Australia | STATYSTYKI        | Włochy |
| 98        | MAŁE PUNKTY       | 104    |
| 49        | ATAK              | 59     |
| 19        | BLOK              | 12     |
| 5         | SERWIS            | 8      |
| 25        | BŁĘDY PRZECIWNIKA | 25     |

| Rozkład punktów |
| --------------- |
|                 |

| Ustawienia wyjściowe drużyn                                                                             |
| --- |
| \| Passier Peacock White Zingel Edgar Yudin Tutton Fei Łasko Savani Mastrangelo Travica Zaytsev Bari \| |
| |
| Passier Peacock White Zingel Edgar Yudin Tutton Fei Łasko Savani Mastrangelo Travica Zaytsev Bari       |

### Argentyna - Bułgaria
Sobota, 4 sierpnia 2012 – 20:30 (UTC+1) • Earls Court Exhibition Centre, Londyn
Widzów: 14500
Czas trwania meczu: 111 minut
Sędziowie: Frans Loderus (Holandia) i Akihiko Tano (Japonia)
| Argentyna                                      | 3:1                                                       | Bułgaria              |
| Federico Pereyra 17 pkt Rodrigo Quiroga 17 pkt | (25:18, 21:25, 25:19, 25:20) raport raport P-2 raport P-3 | Cwetan Sokołow 25 pkt |

| Poz.         | Nr | Zawodnik          | 1        | 2           | 3           | 4           | 5 | Pkt |
| ------------ | -- | ----------------- | -------- | ----------- | ----------- | ----------- | - | --- |
| P            | 7  | Facundo Conte     | 5 dwa    | 5 dwa       | 7 cztery    | 6 trzy      |   | 15  |
| P            | 9  | Rodrigo Quiroga   | 8 pięć   | 8 pięć      | 4 jeden     | 9 sześć     |   | 17  |
| Ś            | 11 | Sebastián Solé    | 9 sześć  | 9 sześć     | 5 dwa       | 4 jeden     |   | 10  |
| A            | 12 | Federico Pereyra  | 7 cztery | 7 cztery    | 9 sześć     | 8 pięć      |   | 17  |
| Ś            | 14 | Pablo Crer        | 6 trzy   | 6 trzy      | 8 pięć      | 7 cztery    |   | 6   |
| R            | 15 | Luciano De Cecco  | 4 jeden  | 4 jeden     | 6 trzy      | 5 dwa       |   | 6   |
| L            | 16 | Alexis González   | L        | L           | L           | L           |   |     |
| Zmiany       |    |                   |          |             |             |             |   |     |
| A            | 2  | Iván Castellani   |          | 18 zmiana9  | 24 zmiana15 | 21 zmiana12 |   |     |
| P            | 6  | Cristian Poglajen |          | 21 zmiana12 |             | 4 pusty     |   |     |
| Trener       |    |                   |          |             |             |             |   |     |
| Javier Weber |    |                   |          |             |             |             |   |     |

| Poz.            | Nr | Zawodnik          | 1           | 2        | 3           | 4           | 5 | Pkt |
| --------------- | -- | ----------------- | ----------- | -------- | ----------- | ----------- | - | --- |
| R               | 1  | Georgi Bratojew   | 8 pięć      | 8 pięć   | 7 cztery    | 9 sześć     |   | 3   |
| P               | 7  | Todor Skrimow     | 6 trzy      | 6 trzy   | 5 dwa       | 4 pusty     |   | 11  |
| A               | 11 | Władimir Nikołow  | 5 dwa       |          |             | 4 pusty     |   | 2   |
| Ś               | 12 | Wiktor Josifow    | 7 cztery    | 7 cztery | 6 trzy      | 8 pięć      |   | 4   |
| P               | 15 | Todor Aleksijew   | 9 sześć     | 9 sześć  | 8 pięć      | 4 jeden     |   | 15  |
| Ś               | 18 | Nikołaj Nikołow   | 4 jeden     |          |             | 21 zmiana12 |   | 1   |
| L               | 13 | Teodor Sałparow   | L           | L        | L           | L           |   |     |
| Zmiany          |    |                   |             |          |             |             |   |     |
| R               | 9  | Dobromir Dimitrow |             |          |             | 23 zmiana14 |   |     |
| P               | 10 | Walentin Bratojew |             |          |             | 7 cztery    |   | 1   |
| Ś               | 14 | Teodor Todorow    | 27 zmiana18 | 4 jeden  | 9 sześć     | 5 dwa       |   | 5   |
| P               | 17 | Nikołaj Penczew   | 24 zmiana15 |          | 24 zmiana15 | 4 pusty     |   |     |
| A               | 19 | Cwetan Sokołow    | 20 zmiana11 | 5 dwa    | 4 jeden     | 6 trzy      |   | 25  |
| Trener          |    |                   |             |          |             |             |   |     |
| Najden Najdenow |    |                   |             |          |             |             |   |     |

Statystyki meczowe
| Argentyna | STATYSTYKI        | Bułgaria |
| 96        | MAŁE PUNKTY       | 82       |
| 52        | ATAK              | 57       |
| 8         | BLOK              | 5        |
| 11        | SERWIS            | 5        |
| 25        | BŁĘDY PRZECIWNIKA | 15       |

| Rozkład punktów |
| --------------- |
|                 |

| Ustawienia wyjściowe drużyn                                                                                                  |
| --- |
| \| De Cecco Conte Crer Pereyra Quiroga Solé González N. Nikołow W. Nikołow Skrimow Josifow G. Bratojew Aleksijew Sałparow \| |
| |
| De Cecco Conte Crer Pereyra Quiroga Solé González N. Nikołow W. Nikołow Skrimow Josifow G. Bratojew Aleksijew Sałparow       |

## 5. kolejka

### Australia - Polska
Poniedziałek, 6 sierpnia 2012 – 9:30 (UTC+1) • Earls Court Exhibition Centre, Londyn
Widzów: 12000
Czas trwania meczu: 117 minut
Sędziowie: Rogério Cézar Espicalsky (Brazylia) i Andriej Zenowicz (Rosja)
| Australia | 3:1                                                       | Polska |
|           | (25:21, 25:22, 18:25, 25:22) raport raport P-2 raport P-3 |        |

| Poz.        | Nr | Zawodnik                   | 1        | 2        | 3           | 4          | 5 | Pkt |
| ----------- | -- | -------------------------- | -------- | -------- | ----------- | ---------- | - | --- |
| Ś           | 1  | Aidan Zingel               | 7 cztery | 7 cztery | 7 cztery    | 7 cztery   |   | 8   |
| P           | 3  | Nathan Roberts             | 6 trzy   | 6 trzy   | 6 trzy      | 6 trzy     |   | 18  |
| Ś           | 5  | Travis Passier             | 4 jeden  | 4 jeden  | 4 jeden     | 4 jeden    |   | 6   |
| R           | 7  | Harrison Peacock           | 8 pięć   | 8 pięć   | 8 pięć      | 8 pięć     |   | 2   |
| P           | 9  | Adam White                 | 9 sześć  | 9 sześć  | 9 sześć     | 9 sześć    |   | 10  |
| A           | 19 | Thomas Edgar               | 5 dwa    | 5 dwa    | 5 dwa       | 5 dwa      |   | 26  |
| L           | 12 | Aden Tutton                | L        | L        | L           | L          |   |     |
| Zmiany      |    |                            |          |          |             |            |   |     |
| R           | 14 | Grigory Sukochev           |          |          | 28 zmiana19 | 4 pusty    |   |     |
| A           | 16 | Luke Smith                 |          |          |             | 12 zmiana3 |   |     |
| P           | 18 | Lincoln Alexander Williams |          |          | 16 zmiana7  | 4 pusty    |   | 1   |
| Trener      |    |                            |          |          |             |            |   |     |
| Jon Uriarte |    |                            |          |          |             |            |   |     |

| Poz.            | Nr | Zawodnik           | 1           | 2           | 3        | 4           | 5 | Pkt |
| --------------- | -- | ------------------ | ----------- | ----------- | -------- | ----------- | - | --- |
| Ś               | 1  | Piotr Nowakowski   | 8 pięć      | 5 dwa       |          | 4 pusty     |   | 7   |
| P               | 2  | Michał Winiarski   | 4 jeden     |             | 8 pięć   | 8 pięć      |   | 9   |
| P               | 6  | Bartosz Kurek      | 7 cztery    | 4 jeden     | 5 dwa    | 5 dwa       |   | 14  |
| A               | 9  | Zbigniew Bartman   | 6 trzy      | 9 sześć     |          | 16 zmiana7  |   | 7   |
| R               | 15 | Łukasz Żygadło     | 9 sześć     | 6 trzy      | 7 cztery | 7 cztery    |   | 1   |
| Ś               | 18 | Marcin Możdżonek   | 5 dwa       | 8 pięć      | 9 sześć  | 9 sześć     |   | 6   |
| L               | 16 | Krzysztof Ignaczak | L           | L           | L        | L           |   |     |
| Zmiany          |    |                    |             |             |          |             |   |     |
| Ś               | 4  | Grzegorz Kosok     |             | 10 zmiana1  | 6 trzy   | 6 trzy      |   | 9   |
| R               | 5  | Paweł Zagumny      |             | 24 zmiana15 |          | 4 pusty     |   |     |
| A               | 7  | Jakub Jarosz       |             | 18 zmiana9  | 4 jeden  | 4 jeden     |   | 14  |
| P               | 13 | Michał Kubiak      | 11 zmiana2  | 7 cztery    |          | 11 zmiana2  |   | 1   |
| P               | 14 | Michał Ruciak      | 27 zmiana18 |             |          | 27 zmiana18 |   |     |
| Trener          |    |                    |             |             |          |             |   |     |
| Andrea Anastasi |    |                    |             |             |          |             |   |     |

Statystyki meczowe
| Australia | STATYSTYKI        | Polska |
| 93        | MAŁE PUNKTY       | 90     |
| 54        | ATAK              | 54     |
| 11        | BLOK              | 9      |
| 6         | SERWIS            | 5      |
| 22        | BŁĘDY PRZECIWNIKA | 22     |

| Rozkład punktów |
| --------------- |
|                 |

| Ustawienia wyjściowe drużyn                                                                                           |
| --- |
| \| Passier Edgar Roberts Zingel Peacock White Tutton Winiarski Możdżonek Bartman Kurek Nowakowski Żygadło Ignaczak \| |
| |
| Passier Edgar Roberts Zingel Peacock White Tutton Winiarski Możdżonek Bartman Kurek Nowakowski Żygadło Ignaczak       |

### Włochy - Bułgaria
Poniedziałek, 6 sierpnia 2012 – 14:45 (UTC+1) • Earls Court Exhibition Centre, Londyn
Widzów: 14000
Czas trwania meczu: 92 minuty
Sędziowie: Akihiko Tano (Japonia) i Béla Hóbor (Węgry)
| Włochy              | 0:3                                                | Bułgaria              |
| Ivan Zaytsev 15 pkt | (30:32, 20:25, 19:25) raport raport P-2 raport P-3 | Cwetan Sokołow 21 pkt |

| Poz.          | Nr | Zawodnik           | 1           | 2           | 3           | 4 | 5 | Pkt |
| ------------- | -- | ------------------ | ----------- | ----------- | ----------- | - | - | --- |
| Ś             | 1  | Luigi Mastrangelo  | 7 cztery    | 6 trzy      | 8 pięć      |   |   | 4   |
| A             | 7  | Michał Łasko       | 5 dwa       | 4 jeden     | 6 trzy      |   |   | 14  |
| P             | 9  | Ivan Zaytsev       | 9 sześć     | 8 pięć      | 4 jeden     |   |   | 15  |
| P             | 11 | Cristian Savani    | 6 trzy      | 5 dwa       | 7 cztery    |   |   | 6   |
| R             | 13 | Dragan Travica     | 8 pięć      | 7 cztery    | 9 sześć     |   |   | 3   |
| Ś             | 14 | Alessandro Fei     | 4 jeden     | 9 sześć     |             |   |   | 3   |
| L             | 16 | Andrea Bari        | L           | L           | L           |   |   |     |
| Zmiany        |    |                    |             |             |             |   |   |     |
| P             | 3  | Simone Parodi      | 20 zmiana11 |             |             |   |   |     |
| P             | 6  | Samuele Papi       | 18 zmiana9  | 20 zmiana11 | 20 zmiana11 |   |   |     |
| R             | 10 | Dante Boninfante   | 10 zmiana1  |             |             |   |   |     |
| Ś             | 15 | Emanuele Birarelli |             | 23 zmiana14 | 5 dwa       |   |   |     |
| L             | 17 | Andrea Giovi       | L           | L           | L           |   |   |     |
| Trener        |    |                    |             |             |             |   |   |     |
| Mauro Berruto |    |                    |             |             |             |   |   |     |

| Poz.            | Nr | Zawodnik          | 1           | 2        | 3           | 4 | 5 | Pkt |
| --------------- | -- | ----------------- | ----------- | -------- | ----------- | - | - | --- |
| R               | 1  | Georgi Bratojew   | 9 sześć     | 9 sześć  | 9 sześć     |   |   | 2   |
| P               | 7  | Todor Skrimow     | 7 cztery    | 7 cztery | 7 cztery    |   |   | 9   |
| Ś               | 12 | Wiktor Josifow    | 8 pięć      | 8 pięć   | 8 pięć      |   |   | 10  |
| P               | 15 | Todor Aleksijew   | 4 jeden     | 4 jeden  | 4 jeden     |   |   | 13  |
| Ś               | 18 | Nikołaj Nikołow   | 5 dwa       | 5 dwa    | 5 dwa       |   |   | 5   |
| A               | 19 | Cwetan Sokołow    | 6 trzy      | 6 trzy   | 6 trzy      |   |   | 21  |
| L               | 13 | Teodor Sałparow   | L           | L        | L           |   |   |     |
| Zmiany          |    |                   |             |          |             |   |   |     |
| R               | 9  | Dobromir Dimitrow | 27 zmiana18 |          | 21 zmiana12 |   |   |     |
| Ś               | 14 | Teodor Todorow    | 16 zmiana7  |          |             |   |   |     |
| Trener          |    |                   |             |          |             |   |   |     |
| Najden Najdenow |    |                   |             |          |             |   |   |     |

Statystyki meczowe
| Włochy | STATYSTYKI        | Bułgaria |
| 69     | MAŁE PUNKTY       | 82       |
| 40     | ATAK              | 45       |
| 5      | BLOK              | 9        |
| 2      | SERWIS            | 6        |
| 22     | BŁĘDY PRZECIWNIKA | 22       |

| Rozkład punktów |
| --------------- |
|                 |

| Ustawienia wyjściowe drużyn                                                                                               |
| --- |
| \| Fei Łasko Savani Mastrangelo Travica Zaytsev Bari Aleksijew N. Nikołow Sokołow Skrimow Josifow G. Bratojew Sałparow \| |
| |
| Fei Łasko Savani Mastrangelo Travica Zaytsev Bari Aleksijew N. Nikołow Sokołow Skrimow Josifow G. Bratojew Sałparow       |

### Wielka Brytania - Argentyna
Poniedziałek, 6 sierpnia 2012 – 16:45 (UTC+1) • Earls Court Exhibition Centre, Londyn
Widzów: 13750
Czas trwania meczu: 81 minut
Sędziowie: Denny Céspedes Lassi (Dominikana) i Zorica Bjelić (Serbia)
| Wielka Brytania             | 0:3                                                | Argentyna            |
| Oluwadamilola Bakare 14 pkt | (18:25, 18:25, 15:25) raport raport P-2 raport P-3 | Facundo Conte 15 pkt |

| Poz.           | Nr | Zawodnik             | 1          | 2           | 3          | 4 | 5 | Pkt |
| -------------- | -- | -------------------- | ---------- | ----------- | ---------- | - | - | --- |
| Ś              | 1  | Peter Bakare         | 7 cztery   |             |            |   |   |     |
| R              | 2  | Benjamin Pipes       | 5 dwa      | 6 trzy      | 12 zmiana3 |   |   | 1   |
| A              | 3  | Oluwadamilola Bakare | 8 pięć     | 9 sześć     | 4 jeden    |   |   | 14  |
| P              | 5  | Mark Plotyczer       | 6 trzy     |             | 18 zmiana9 |   |   |     |
| Ś              | 7  | Mark McGivern        | 4 jeden    | 5 dwa       | 6 trzy     |   |   | 5   |
| P              | 10 | Nathan French        | 9 sześć    | 4 jeden     |            |   |   | 2   |
| L              | 4  | Daniel Hunter        | L          | L           | L          |   |   |     |
| Zmiany         |    |                      |            |             |            |   |   |     |
| A              | 8  | Jason Haldane        | 11 zmiana2 |             |            |   |   | 1   |
| P              | 9  | Andrew Pink          | 14 zmiana5 | 7 cztery    | 8 pięć     |   |   | 7   |
| P              | 11 | Joel Miller          |            | 19 zmiana10 | 5 dwa      |   |   | 4   |
| Ś              | 12 | Christopher Lamont   | 10 zmiana1 | 8 pięć      | 9 sześć    |   |   | 4   |
| R              | 17 | Kieran O’Malley      | 12 zmiana3 | 11 zmiana2  | 7 cztery   |   |   | 1   |
| Trener         |    |                      |            |             |            |   |   |     |
| Arrie Brokking |    |                      |            |             |            |   |   |     |

| Poz.         | Nr | Zawodnik          | 1           | 2           | 3           | 4 | 5 | Pkt |
| ------------ | -- | ----------------- | ----------- | ----------- | ----------- | - | - | --- |
| P            | 7  | Facundo Conte     | 6 trzy      | 6 trzy      | 7 cztery    |   |   | 15  |
| P            | 9  | Rodrigo Quiroga   | 9 sześć     | 9 sześć     | 4 jeden     |   |   | 8   |
| Ś            | 11 | Sebastián Solé    | 4 jeden     | 4 jeden     | 5 dwa       |   |   | 5   |
| A            | 12 | Federico Pereyra  | 8 pięć      | 8 pięć      | 9 sześć     |   |   | 8   |
| Ś            | 14 | Pablo Crer        | 7 cztery    | 7 cztery    | 8 pięć      |   |   | 7   |
| R            | 15 | Luciano De Cecco  | 5 dwa       | 5 dwa       | 6 trzy      |   |   | 1   |
| L            | 16 | Alexis González   | L           | L           | L           |   |   |     |
| Zmiany       |    |                   |             |             |             |   |   |     |
| Ś            | 1  | Gabriel Arroyo    |             |             | 23 zmiana14 |   |   | 1   |
| A            | 2  | Iván Castellani   | 24 zmiana15 | 24 zmiana15 | 24 zmiana15 |   |   | 5   |
| R            | 5  | Nicolás Uriarte   | 21 zmiana12 | 21 zmiana12 | 21 zmiana12 |   |   |     |
| P            | 6  | Cristian Poglajen | 20 zmiana11 |             | 18 zmiana9  |   |   |     |
| P            | 10 | Nicolas Bruno     |             | 18 zmiana9  |             |   |   |     |
| Trener       |    |                   |             |             |             |   |   |     |
| Javier Weber |    |                   |             |             |             |   |   |     |

Statystyki meczowe
| Wielka Brytania | STATYSTYKI        | Argentyna |
| 51              | MAŁE PUNKTY       | 75        |
| 33              | ATAK              | 41        |
| 5               | BLOK              | 5         |
| 1               | SERWIS            | 4         |
| 12              | BŁĘDY PRZECIWNIKA | 25        |

| Rozkład punktów |
| --------------- |
|                 |

| Ustawienia wyjściowe drużyn                                                                                        |
| --- |
| \| McGivern Pipes Plotyczer P. Bakare O. Bakare French Hunter Solé De Cecco Conte Crer Pereyra Quiroga González \| |
| |
| McGivern Pipes Plotyczer P. Bakare O. Bakare French Hunter Solé De Cecco Conte Crer Pereyra Quiroga González       |